# Eva Hesse (Künstlerin)
Eva Hesse (* 11. Januar 1936 in Hamburg; † 29. Mai 1970 in New York) war eine deutsch-US-amerikanische Künstlerin. Sie gilt als Vertreterin der Prozesskunst und der Arte Povera. Ihre Lebensgeschichte, ihr außerordentlicher Erfolg in der kurzen Zeit ihres Wirkens und ihr früher Tod ließen sie zum Mythos werden.

## Leben
Eva Hesse wurde 1936 in der Hamburger Isestraße als Tochter des jüdischen Rechtsanwalts Wilhelm Hesse und seiner Frau Ruth Marcus Hesse geboren.

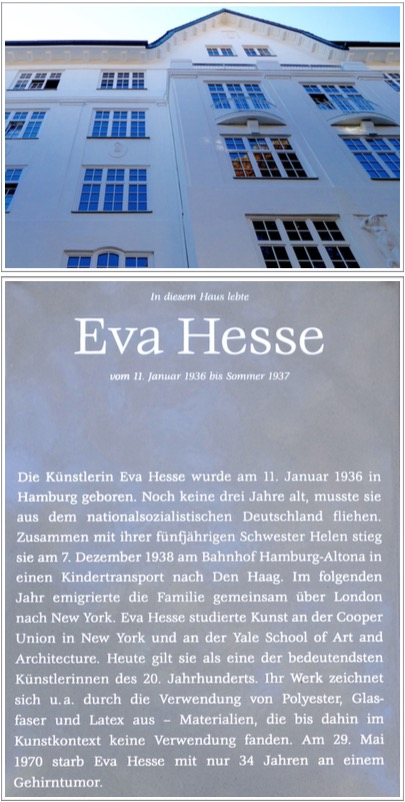
Eva Hesses Geburtshaus und Gedenktafel in der Isestraße in Hamburg (Foto: 2016)

Wilhelm Hesse konnte seit der Machtergreifung der Nationalsozialisten 1933 seinen Beruf nicht mehr ausüben und engagierte sich in der Gemeinde der Synagoge am Bornplatz. Eva Hesse wurde im Alter von zwei Jahren gemeinsam mit ihrer älteren Schwester Helen Ende 1938 von ihren Eltern mit einem Kindertransport nach Holland geschickt. Dort kamen die Geschwister in einem katholischen Kinderheim in Rijswijk unter. 1939 emigrierte die Familie in die USA und ließ sich in New York nieder.
Die Eltern ließen sich im Frühjahr 1945 scheiden, im selben Jahr heiratete Wilhelm Hesse Eva Nathanson und erhielt das Sorgerecht für beide Töchter. Ihre Mutter beging 1946, kurz bevor Eva Hesse zehn Jahre alt wurde, Suizid.
Eva Hesse studierte im Anschluss an ein Stipendium Malerei an der Cooper Union in New York und an der Yale School of Art and Architecture, unter anderen bei Josef Albers. Ihre Arbeiten erhielten Anfang der 1960er Jahre Impulse durch die Objekte von Marcel Duchamp.
1961 heiratete Eva Hesse den Bildhauer Tom Doyle. 1964/1965 verbrachte sie zusammen mit ihrem Ehemann ein Jahr bei dem Sammlerehepaar Friedrich Arnhard Scheidt in Kettwig an der Ruhr, wo sie in Scheidts Tuchfabrik ein großzügiges Atelier bezog. Dort entstanden erste dreidimensionale Arbeiten. Nach der Rückkehr nach New York wandte sie sich der Skulptur zu und arbeitete dabei mit den ungewöhnlichen, sich zersetzenden Materialien Naturkautschuk, Glasfaser und Polyester, für die ihre Arbeiten bekannt sind.
Eva Hesse starb am 29. Mai 1970 im Alter von 34 Jahren in New York an einem Hirntumor.
Die Filmausstatterin Marcie Begleiter hat sich in ihrem Regiedebüt der deutsch-amerikanischen Künstlerin angenommen und eine Filmdokumentation Eva Hesse erstellt, die im April 2016 erstmals auch in Deutschland vorgestellt worden ist.

„(Wieder) in Deutschland (1964) begann Hesse auch, sich mit ihrer Rolle als Frau in der Kunst zu beschäftigen - und nach der Rückkehr aus New York trat sie aus dem Schatten ihres Mannes heraus, nebst Scheidung. Sie widmete sich den feministischen Theorien der 60er und eben jenem Schlüssel zu ihrem Werk: Samuel Beckett. Über Warten auf Godot hat sie gesagt: "Es ist wirklich ein Schlüssel - der Schlüssel, um mich zu verstehen. Nur wenige verstehen und sehen, dass mein Humor daher kommt, ja, mein künstlerischer Ansatz."“

In Köln-Lövenich ist die Eva-Hesse-Straße nach ihr benannt.

## Ausstellungen
- 1965: Eva Hesse. Materialbilder und Zeichnungen, Kunsthalle Düsseldorf
- Im Winter 1972/1973 widmete das Solomon R. Guggenheim Museum, New York, Eva Hesse eine große Einzelausstellung: Eva Hesse: A Memorial Exhibition, die in vier weiteren Städten gezeigt wurde.
- Sie war postum auf der documenta 5 in Kassel im Jahr 1972 in der Abteilung Individuelle Mythologien: Prozesse und auch auf der documenta 6 im Jahr 1977 als Künstlerin vertreten.
- 1984 wurden ihre Arbeiten in der Ausstellung Von hier aus – Zwei Monate neue deutsche Kunst in Düsseldorf gezeigt.
- 2002: Museum Wiesbaden: Eva Hesse
- 2013: Kunsthalle Hamburg: Eva Hesse: One More than One.
- 2022: Guggenheim Museum New York: Expanded Expansion. Eva Hesse.

## Filme
- Four Artists: Robert Ryman, Eva Hesse, Bruce Nauman, Susan Rothenberg. 47 min, Documentary USA 1988. Regie Michael Blackwood IMDb Four Artists. Abgerufen am 29. Juni 2016.
- Eva Hesse. USA/D 2016. Dokumentarfilm, Regie Marcie Begleiter, 105 min, OmdUT Real Fiction Filmverleih, ausführliche Beschreibung, mit tabell. Biografie Hesses.